# Colonização de objetos transnetunianos

Reenderização artística do cinturão de Kuiper e a nuvem de Oort

Freeman Dyson propôs que os objetos transnetunianos, ao contrário de planetas, tem o maior potencial de habitat no espaço. Vários milhares, de bilhões, de trilhões de cometas ricos em gelo existem além da órbita de Netuno, no Cinturão de Kuiper e no interior da Nuvem de Oort.  Esses contém os ingredientes para a vida (gelo, amônia e componentes ricos em carbono), incluindo significantes quantidades de Deutério e Hélio-3. Desde a proposta de Dyson, o número de objetos trans-netuniano conhecidos tem aumentado consideravelmente.
Os colonos poderiam viver na crosta ou no manto gelado do planeta anão, usando fusão ou calor geotérmico e mineração do gelo macio ou do oceano líquido interno para voláteis e minerais. Dada a gravidade leve e a menor pressão resultante no manto de gelo ou no mar interior, colonizar a superfície exterior do núcleo rochoso pode dar aos colonos o maior número de recursos minerais e voláteis, bem como isolantes do frio. Habitats de superfície ou cúpulas são outra possibilidade, como os níveis de radiação de fundo são susceptíveis de ser baixo.
Os colonos desses lugares também poderiam construir habitats rotatórios ou viver em espaços escavados iluminados com reatores de fusão por milhares de anos. Dyson e Carl Sagan vislumbraram que a humanidade pode migrar para sistemas estelares jovens que tenham nuvens semelhantes, usando objetos naturais como viagem interestelar lenta com fontes naturais substanciais; e que tais colônias interestelares também poderiam servir como estações de maneira mais rápida para naves interestelares menores.  Alternativamente Richard Terra propôs usar os materiais dos objetos da nuvem de Oort para construir sob a luz das estrelas uma vasta recolha de matrizes para habitats de alimentação, tornando assim uma comunidade na nuvem de Oort essencialmente independente das suas estrelas centrais e de combustível de fusão e suprimentos. Gregory Matloff sugeriu que inteligências extra-terrestres podem ter colonizado a nuvem de Oort, facilmente evitando observação e emulando objetos naturais.
- Este artigo foi inicialmente traduzido, total ou parcialmente, do artigo da Wikipédia em inglês cujo título é «Colonization of trans-Neptunian objects».